# Принцип Бейтмана
У біології, принцип Бейтмана — це теорія про те, що самиці майже завжди витрачають більше енергії на нащадків, аніж самці, і саме тому у більшості видів самиці є лімітованим ресурсом, за який змагається інша стать. Принцип названо на честь британського генетика Анґуса Джона Бейтмана (нар.1919—пом.1996).